# Comuna Berehove, Mostîska
Berehove (în ucraineană Берегове) este o comună în raionul Mostîska, regiunea Liov, Ucraina, formată din satele Berehove (reședința), Korolîn, Pisok și Zaricicea.

## Demografie
Componența lingvistică a comunei Berehove
     Ucraineană (99,89%)
     Alte limbi (0,11%)
Conform recensământului din 2001, majoritatea populației comunei Berehove era vorbitoare de ucraineană (99,89%), existând în minoritate și vorbitori de alte limbi.